# محمد بن الأشعث
أَبُو القَاسِمْ مُحَمَّدْ بْنُ الأَشْعَثْ بْنِ قَيْس الكِنْدِيّ، ولِد في عهد النبي، ولاّه زياد بن أبيه والي العراق على طبرستان. وعندما تولّي عبد الله بن الزبير الخلافة في الحجاز، ولاّه أخوه مصعبٌ العراق، فانضم إليه ابن الأشعث في الحرب ضد المختار الثقفي، وقُتل في معركة المذار التي قُتل فيها المختار.

## نسبه
- أبوه: الأشعث بن قيس، صحابي أسلم في عام الوفود، ارتد بعد موت النبي ثم عاد إلى الإسلام، وهو من أمراء جيش علي بن أبي طالب في وقعة صفين.
- أمه: أم فروة بنت أبي قحافة، أخت أبي بكر، وإنما تزوجها الأشعث في خلافة أبي بكر لما قدم بعد أن ارتد وأُتي به من اليمن إلى المدينة أسيرًا فمن عليه أبو بكر فتزوج أخت أبي بكر الصديق.[3]
- هو والد عبد الرحمن بن الأشعث أحد قادة بني أمية.[4]

## قتال المختار الثقفي
كان محمد بن الأشعث من قادة مصعب بن الزبير في حربه ضد المختار الثقفي، فلما غزا مصعب بن الزبير المختار بعث على مقدمته محمد بن الأشعث وعبيد الله بن علي بن أبي طالب، فقتلا في معركة المذار، وكان ذلك في سنة سبع وستين.

## روايته للحديث
حدث عن عمر بن الخطاب، وعثمان بن عفان، وعائشة أم المؤمنين.
روى عنه الشعبي، ومجاهد، والزهري، وعمر بن قيس الماصر، وسليمان بن يسار.